# Amaro Braulio

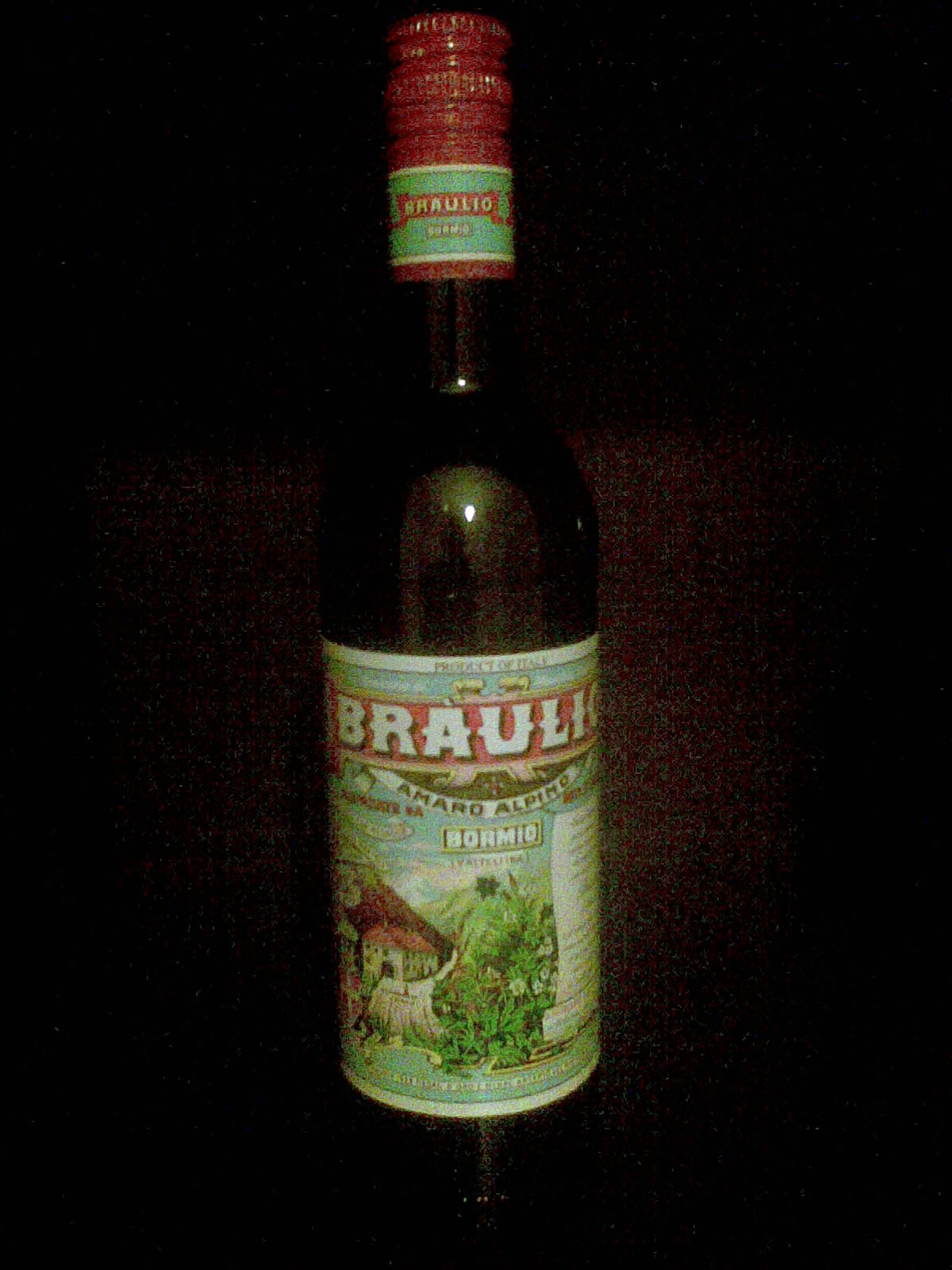
Une bouteille de Braulio.

L'amaro Braulio est un amer italien, de la Valteline produit à Bormio par la maison Peloni depuis 1875 et reconnaissable à son étiquette paysagère, comme beaucoup d'amari de montagne.
C'est un amer à base d'herbes, au goût médicinal.

## Histoire
Sa recette originale remonte à 1826, imaginée par Francesco Peloni, chimiste et pharmacien, passionné par la botanique locale en tant que remède à des troubles digestifs. Ainsi les plantes officinales, fruits, racines et baies qui entrent dans sa composition proviennent, au moins à l'origine, des flancs du mont Braulio voisin.
La production de l'amaro Braulio débute en 1875.
Depuis 1999 l'amaro est la propriété de Casoni Liquori S.p.A., entreprise basée à Finale Emilia (Modena), même si la production reste au sein de la distillerie historique de la famille Peloni à Bormio.
Depuis 2006 Casoni Fabbricazione Liquori fait partie du groupe Averna.

## Caractéristiques
L'amaro Braulio est de couleur noire, titre 21 et est obtenu principalement à partir de l'infusion de 13 plantes aromatiques.
La recette du Braulio reste secrète, on sait seulement que l’absinthe, la gentiane, l'achillée musquée et le genévrier font partie des ingrédients principaux.
La méthode de production inclut un vieillissement de deux ans en fût de rouvre de Slavonie, vieillissement qui est porté à cinq ans pour le Braulio Riserva speciale, produit en quantités limitées, à la saveur plus forte et titrant 24,7°.

## Consommation
C'est un digestif qui se boit frais ou à température ambiante, avec ou sans glace.
Sa saveur forte ne permet pas beaucoup de mélanges heureux, il se boit cependant parfois en apéritif allongé de vin blanc pétillant de type prosecco, à la manière d'un spritz.